# Алексеева-Дарсен, Наталья Александровна
Наталья Александровна Алексеева-Дарсен (20 декабря 1889, Санкт-Петербург, Российская империя — 6 мая 1973, Виль-д’Аврэ, Франция) — актриса, деятель культуры.

## Биография
Родилась в 1889 году в Санкт-Петербурге. Урождённая — Спешнева; в первом браке — Неплюева.
Как актриса дебютировала в московском Театре Незлобина.
После Революции 1917 года эмигрировала во Францию, где была членом правления Союза деятелей русского искусства во Франции, снималась в фильмах.
В годы Второй мировой войны участвовала в движении Сопротивления во Франции, оставила воспоминания «Памяти Павла Зиссермана».
Продолжала активно участвовать в культурной жизни, например, в 1949 году выступала на вечере Объединения русских писателей и поэтов.
В 1960—1970 годах — организатор и руководитель студии драматического искусства «Маленький кружок».
Умерла в 1973 году в Париже, похоронена на кладбище Сент-Женевьев-де-Буа.

## Избранная фильмография
- 1936 — На дне / Les Bas-fonds (Франция) — Анна, жена Клеща
- 1937 — Пиковая дама / La Dame de pique (Франция) — служанка графини
- 1942 — Последний козырь / Dernier atout (Франция) — эпизод (нет в титрах)